# Gibbaranea abscissa
Gibbaranea abscissa là một loài nhện trong họ Araneidae. Loài này được tìm thấy ở Nga, Trung Quốc, Triều Tiên và Nhật Bản. Loài này được miêu tả năm 1879.